# Фудзии, Юкиё
Юкиё Фудзии (яп. 藤井 ゆきよ Фудзии Юкиё, род. 8 мая 1985 года, префектура Канагава, Япония) — японская актриса и сэйю.

## Биография
Юкиё Фудзии родилась 8 мая 1985 год в префектуре Канагава. После поступления в драмкружок своей средней школы хотела стать актрисой театра, однако у неё не хватило на это смелости. В дальнейшем работала светооператором.
В 2007 году участвовала в отборочном туре конкурса красоты Мисс Интернешнл 2008 в числе представительниц от Японии.
С 2007 по весну 2011 года Фудзии была клиенткой компании Aoi Corporation; за этот период она снималась в качестве актрисы в дорамах и занималась озвучиванием. В апреле 2011 года перешла в агентство талантов Aoni Production, представляющее интересы сэйю. Причиной, по которой Фудзии решила полностью посвятить себя карьере сэйю, заключалась в том, что она хотела участвовать в проектах, которые стали бы смотреть дети. Предложение попробовать свои силы в этом направлении Фудзии получила от своего менеджера, который описал её голос как «немного необычный». В качестве сэйю она впервые дебютировала в аниме-сериале Fresh Pretty Cure! (2009), являющимся частью серии Pretty Cure.
Свою первую главную роль Фудзии получила в полнометражном аниме-фильме «Патэма наоборот» (2013), в котором озвучила титульного персонажа — девочку-подростка по имени Патэма. Среди озвученных Фудзии персонажей: Латифа Флюранца в аниме-сериале Amagi Brilliant Park (2014), Тетра во втором и третьем сезонах Log Horizon (2014—2015, 2021), Крулцифер Эйнфолк в Saijaku Muhai no Bahamut (2016), Хотару Томоэ/Сейлор Сатурн в третьем сезоне Sailor Moon Crystal (2016) и его фильмах-продолжениях, Харуми Танигути в Citrus (2018), Кёко Такимото в полнометражном аниме-фильме «Хочу съесть твою поджелудочную» (2018), Каоруко Нидзёин в аниме-сериале Pastel Memories (2019), Кэтлин Фунада в Gibiate (2020), Лулала Хайне в Monster Girl Doctor (2020), Химико Агари в Komi Can’t Communicate (2021—2022) и другие.

## Избранная фильмография

### Дорамы
- 2009 — Kasoken no Onna (8-я серия 9-го сезона) — Сацуки Мидзухара
- 2011 — Suna no Utsuwa — Рицуко

### Озвучивание

#### Аниме-сериалы
2010
- Fairy Tail — Миллианна, Гэми
- HeartCatch Precure! — Нанами Сику

2011
- Battle Spirits: Heroes — Эйко
- Sket Dance — Юкиэ Идзумисава

2012
- Btooom! — Юки
- Fairy Tail (пятый сезон) — Катя
- Kokoro Connect — Михара
- Saint Seiya Omega — Эмма
- Smile PreCure! — Хина Мидорикава, Маюка Касивамото
- Tanken Driland — Эллен

2013
- Jewelpet Happiness — Сати Хакамада
- Little Busters! — Дзиро

2014
- Amagi Brilliant Park — Латифа Флюранца[9]
- Cross Ange — Маки
- Fairy Tail (седьмой сезон) — Миллианна, Гэми
- Golden Time — Абу
- Log Horizon 2 — Тетра[10]
- Lord Marksman and Vanadis — Регина Эстель Луар Бастьен до Шарль
- Nano Invaders — Мими

2015
- Fairy Tail (продолжение седьмого сезона) — Мишель
- Log Horizon 2 (продолжение) — Тетра
- Lupin III Part IV: The Italian Adventure — Ребекка Росселлини[19]
- Maria the Virgin Witch — Валькирия
- Shokugeki no Soma — Аки Коганэи
- Ultimate Otaku Teacher — Кэйко

2016
- Dimension W — Кэссиди
- Lupin III: Italian Game — Ребекка Росселлини
- Please Tell Me! Galko-chan — Кусэта[20]
- «Re:Zero. Жизнь с нуля в альтернативном мире» — Мими Пёрлбатон
- Saijaku Muhai no Bahamut — Крулцифер Эйнфолк[11]
- Sailor Moon Crystal Season III — Хотару Томоэ/Сейлор Сатурн[12], Владычица Девять
- Super Lovers — Аюму Асакура

2017
- Kemono Friends — альпака Сури[21]
- KiraKira Precure A La Mode — Марико Химукаи
- Magical Circle Guru Guru (сериал-ремейк) — Тома[22]
- Seiren — Ёко Кикути[23]
- Twin Angel Break — Нуи[24]

2018
- Citrus — Харуми Танигути[13]
- Conception — Юдзуха[25]
- GeGeGe no Kitarou — Мана Инуяма[26]
- Uma Musume Pretty Derby — Тадзуна Хаякава[27]

2019
- Chidori RSC — Юко Цурумаки[28]
- «One Piece. Большой куш» — Киндерелла
- Pastel Memories — Каоруко Нидзёин[15]
- Star Twinkle PreCure — Ирма
- True Cooking Master Boy — Сы Лан/Сиро[29]
- «Корзинка фруктов» (сериал-ремейк) — Мэгуми Ханадзима

2020
- Gibiate — Кэтлин Фунада[16]
- Magatsu Wahrheit -Zuerst- — Эльфрида[30]
- Monster Girl Doctor — Лулала Хайне[17]
- To Aru Kagaku no Railgun T — Сэриа Кумокава[31]

2021
- Edens Zero — Сестра Иври[32]
- Komi Can’t Communicate — Химико Агари[18]
- Log Horizon: Destruction of the Round Table — Тетра[33]
- Rumble Garanndoll — Мусаси Сасигами[34]
- Tawawa on Monday 2 — Рикэй-тян
- True Cooking Master Boy (второй сезон) — Сы Лан/Сиро
- World Trigger — Мадока Уи

2022
- Komi Can’t Communicate (второй сезон) — Химико Агари
- Life with an Ordinary Guy Who Reincarnated into a Total Fantasy Knockout — Телолило Лилили Лу[35]
- Love Flops — Ёсино

2023
- Farming Life in Another World — Энн[36]

2024
- Blue Archive: The Animation — Каёко Ониката[37]
- Brave Bang Bravern! — Карен Олдрин[38]
- Tokidoki Bosotto Roshia-go de Dereru Tonari no Alya-san — Мария (Маша) Михайловна Кудзё[39][40]
- Tsukimichi: Moonlit Fantasy (второй сезон) — Рона[41]

2025
- Dekin no Mogura — Яэко Кирихара[42]
- Me and the Alien MuMu — Соноко Кагэцу[43]
- The Mononoke Lecture Logs of Chuzenji-sensei — Ханаё Рэндзё[44]

#### Аниме-фильмы
- 2011 — Toriko 3D: Kaimaku! Gourmet Adventure!! — Мэрилин
- 2013 — «Патэма наоборот» — Патэма[8]
- 2018 — «Хочу съесть твою поджелудочную» — Кёко Такимото[14]
- 2021 — Sailor Moon Eternal — Хотару Томоэ/Супер Сейлор Сатурн
- 2023 — Maboroshi — Рэйна Ясуми[45]
- 2023 — Sailor Moon Cosmos — Хотару Томоэ/Вечная Сейлор Сатурн

#### OVA/ONA
- 2012 — Kyousougiga — ученик, Миякои, девушка
- 2014 — Chain Chronicle — Джулиана[46]
- 2016 — Strike the Blood II — Кириха Кисаки[47]
- 2017 — Kuruneko — Кобон-кун[48]
- 2018—2019 — Hero Mask — Ив Палмер[49]
- 2020 — Strike the Blood: Kieta Seiso-hen — Кириха Кисаки
- 2020 — Strike the Blood IV — Кириха Кисаки
- 2022 — Strike the Blood Final — Кириха Кисаки
- 2023 — Akuma-kun — Хина Асанаги[50]

#### Компьютерные игры
2010
- HeartCatch Precure! Oshare Collection — Нанами Сику

2011
- 7th Dragon 2020 — Рэйми
- Fairy Tail: Gekitotsu! Kardia Daiseido — Гэми
- Fairy Tail: Portable Guild 2 — Лили

2012
- Beast Breakers — Сэриа Балейн
- Conception — Юдзуха[51]
- Fairy Tail: Zeref Kakusei — Гэми
- Nendoroid Generation — враждебный Нендороид в энергосистеме, скелет, дикий кролик, Бисутэри, Кокурэй

2013
- 7th Dragon 2020-II — Рэйми[52]
- Muv-Luv Alternative: Total Eclipse — Татьяна Бельская, энсин Ребекка Линт
- The Idolmaster Million Live! — Мэгуми Токоро[53]

2014
- Granblue Fantasy — Хааселия
- Magica Wars Zanbatsu — Минамо Косака
- Miko no Mori — Сакурако Нитта
- To Heart: Heartful Party — Ясуко Цубаки

2015
- Kemono Friends — рокселланов ринопитек Кинсико, гиппопотам Каба, другие роли[54]
- Lord of Vermilion Arena — Аннероуз
- Monmusu Harem — Рэйринка Симия[55]
- Private Model — Аканэ Хацукава
- Rage of Bahamut — Суи, Пене

2016
- Arena of Valor — Мина

2017
- Pastel Memories — Каоруко Нидзёин[56]

2018
- Valkyria Chronicles 4 — Киара Росино[57]

2019
- Exos Heroes — Айрис
- Girls’ Frontline[англ.] — Т-5000, K2
- Rakugaki Kingdom — Наги Нанами[58]

2020
- Atelier Ryza 2: Lost Legends & the Secret Fairy — Сэрри Глаус[59]

2021
- Blue Archive — Каёко Ониката
- Bravely Default II — Нихаль[60]
- Counter:Side — Касукапэ Юми/Ли Юми, Кэти Уэйд, Ен Син Ланчестер
- Re:Zero — Starting Life in Another World: The Prophecy of the Throne — Мими Пёрлбатон[61]
- Rune Factory 5 — Мисасаги[62]
- Samurai Warriors 5 — Нохимэ/Китё

2022
- Azur Lane — Сэрри Глаус[63]
- Digimon Survive — Лабрамон[64]

2023
- Engage Kill — Аой Котобуки[65]

2024
- Magical Circle Guru-Guru: Stardust Adventure — Тома[66]
- Zenless Zone Zero — Солдат 11[67][68]

2025
- D.C.: Da Capo Re:tune — Коёми Сиракава[69]
- Girls’ Frontline 2: Exilium — Юхи

#### Drama CD
- 2011 — Shimekiri-sama ni Oyurushi wo — клеша во сне[70]
- 2012 — Waratte! Sotomura-san — учитель Ёсинага[71]
- 2013 — √3 = (Hitonami ni Ogore ya Onago) — Хою Кодзэндзи
- 2015 — Citrus — Харуми Танигути[72]